# Ida Ferrier
Pour les articles homonymes, voir Ferrier (homonymie), Calais (homonymie) et Ferrand.
Ida Ferrier, née Marguerite Joséphine Calais (légitimée Marguerite Joséphine Ferrand) le 13 mai 1811 à Nancy et morte le 11 mars 1859 à Gênes, est une comédienne française.
Elle a utilisé le nom de scène Mademoiselle Ida.
En dehors de sa carrière artistique, elle est connue pour avoir été la maîtresse et l'unique épouse du romancier Alexandre Dumas.

## Biographie

### Jeunesse et famille
Marguerite Joséphine Calais naît en 1811 chez une sage-femme de Nancy, fille naturelle d'Anne Calais, âgée de 24 ans et originaire à Lunéville. Elle est reconnue en 1812 par sa mère et par Mathias Ferrand, entrepreneur de messageries né à Lyon et déjà marié. L'année suivante, établis séparément à Metz, ses parents se marient après le divorce de Ferrand, légitimant leur fille. Cette dernière prend le nom de son père, alors âgé de 63 ans.
Selon un article de Léon Beauvallet paru en 1856 dans Le Figaro, Marguerite Joséphine Ferrand décide très tôt de faire du théâtre, malgré les réticences de son père. Encore mineure, elle obtient de lui une autorisation ainsi rédigée : « D'après les intentions manifestées par ma fille, Ida Ferrand, je consens à ce qu'elle suive l'exécution de ses projets, qui sont d'entrer au théâtre ; je lui promets de n'y mettre aucun obstacle, si toutefois elle ne s'éloigne pas de la voie de l'honneur. À Nancy, le 4 avril 1828. Ferrand. » Munie de ce billet, la jeune fille part à Paris avec sa mère, qui la soutient dans son ambition.

### Débuts
Le 26 décembre 1829, Marguerite Joséphine Ferrand est engagée, avec l'autorisation de ses deux parents, comme élève chez les frères Edmond et Jules Seveste, propriétaires de théâtres. Son salaire — 25 francs, puis 40 francs à partir de 1830 — étant insuffisant, sa mère s'engage à subvenir à ses besoins. L'apprentie comédienne prend pour nom de scène Mademoiselle Ida et tient son premier rôle important en juin 1830 sur la scène du théâtre Montparnasse, dans Shylock, un drame de Du Lac et Alboize inspiré de Shakespeare. Le 11 mars 1831, un nouveau contrat lui est proposé, pour des rôles d'« amoureuses en tous genres », avec un salaire de 50 francs. Cette fois, sa mère refuse les termes de l'engagement et entre en conflit avec les Seveste : opposant que sa fille est de santé fragile et que la soutenir financièrement est désormais une charge trop lourde, elle exige que le contrat soit rompu. Prétextant être malade, la jeune actrice cesse de paraître en novembre sur la scène du théâtre Montmartre, où elle jouait, avec Jean-François-Alfred Bayard et Dumanoir, dans La Perle des maris, comédie vaudeville de Julien de Mallian. Le mois suivant, après que les Seveste ont porté plainte, elle est condamnée à payer des indemnités par le tribunal de commerce de la Seine. Sa mère fait opposition du jugement et le jeune fille refuse de reprendre son rôle. En 1887, Charles Glinel, spécialiste de Dumas, explique que la véritable raison de cette désaffection serait sa rencontre avec un « protecteur », qui lui aurait promis de lui ouvrir une carrière théâtrale plus prestigieuse. Et, de fait, en 1830, la presse prête à Mademoiselle Ida une telle relation, sans toutefois citer de nom. Pour se rapprocher de cet homme, la jeune fille et sa mère quittent leur modeste appartement de la rue du Montparnasse, pour la rue Cadet. 

### Ida Ferrier
En 1831, Mademoiselle Ida est choisie avec l'acteur Bocage pour jouer dans Teresa, drame d'Alexandre Dumas mis en scène par Émile Laurent. À cette occasion, elle fait la rencontre du romancier, qui tombe sous son charme. Leur liaison commence après la première, donnée le 6 février 1832 au théâtre de l'Opéra-Comique. L'engagement professionnel de la comédienne suscite une nouvelle plainte des frères Seveste contre elle. À l'issue de multiples transactions, les deux parties s'accordent sur la somme de 1 200 francs, mais il n'est pas sûr que Mademoiselle Ida l'ait finalement payée.  
Le nom de scène Ida Ferrier apparaît dans la presse en mai 1832, tandis que l'actrice débute au théâtre du Palais-Royal, dans deux pièces différentes : La Créance d'Anna, comédie vaudeville écrite pour elle par Jacques-François Ancelot, et Les Deux Frères, drame d'August von Kotzebue. Dans Le Courrier français, on lit : 

« Mlle Ida Ferrier est une jeune personne dont la figure est agréable et le maintien décent. Elle dit le dialogue d'une manière naturelle, et parait avoir de la sensibilité. Malheureusement, son organe est légèrement voilé, ce qui l'empêche de varier les inflexions de sa voix, et jette un peu de monotonie sur sa diction. On l'avait distinguée au théâtre de l'Opéra-Comique dans Térésa, drame de M. Dumas, dans lequel elle jouait, à la vérité, le meilleur rôle, celui d'une jeune fille pleine de candeur, de vertus, et qui devient la plus malheureuse des femmes. »

Ida Ferrier quitte le théâtre du Palais-Royal en novembre 1832 pour entrer au théâtre de la Porte Saint-Martin, où elle se produit notamment dans Marie Tudor de Victor Hugo — en remplacement de Juliette Drouet dont le jeu est étrillé par la critique — puis dans différentes pièces d'Alexandre Dumas et d'Auguste Anicet-Bourgeois. La presse se montre parfois très dure envers elle. Ainsi, on lit dans La France : « Mlle Ida est une de ces actrices nomades, qu’une protection impose partout, mais que leur nullité dépossède bientôt d’un emploi usurpé. En quelque lieu que surgisse un drame de M. Alexandre Dumas, Mlle Ida arrive pour le faire tomber. »
En 1837, Dumas intervient pour la fait engager à la Comédie-Française, où doit se jouer son Caligula. Elle obtient un contrat dje jeune première, d'une durée d'un an à partir d'octobre, avec des appointements de 4 000 francs. Mais la pièce est un échec cuisant. La façon de parler d'Ida Ferrier — on dit d'elle qu'elle a l'air perpétuellement enrhumée — et surtout son embonpoint et sa petite taille lui valent des moqueries acerbes dans le milieu du théâtre. Après la dernière, le 16 février 1838, l'actrice ne se produit plus sur la scène du Français.
Elle joue ses deux derniers rôles en 1839, dans la troupe du théâtre de la Renaissance, fondé salle Ventadour à l'initiative de Victor Hugo et Alexandre Dumas, qui souhaitent disposer d'un endroit où faire jouer leurs pièces. Une partie de la critique continue d'ironiser sur son physique, mais elle a aussi ses admirateurs, qui défendent sa beauté. Ainsi, Théophile Gautier lui consacre un portrait élogieux dans Les Belles Femmes de Paris.

### Relation avec Alexandre Dumas
À l'époque où Ida Ferrier et Alexandre Dumas entament leur relation, en 1831, le romancier devient père pour la deuxième fois, d'une fille prénommée Marie Alexandrine qu'il a eue avec l'actrice Belle Kreilssamner. À cette occasion, il a légitimé son fils Alexandre, né en 1824 de sa relation avec Laure Labay,. Pendant deux ans, Dumas continue d'entretenir en parallèle une liaison avec Belle Kreilssamner. En 1833, cette dernière, comprenant qu'elle est désormais supplantée par Ida Ferrier, choisit de renoncer à sa position de maîtresse.
Ida Ferrier et Alexandre Dumas vivent ensemble et reçoivent beaucoup, dans un appartement du 30, rue Bleue que la comédienne a meublé et décoré. Mais leur relation est tumultueuse, jalonnée de disputes et d'infidélités. Dumas multiplie les aventures et, de son côté, Ida Ferrier devient un temps l'amante de Roger de Beauvoir. L'actrice accepte néanmoins de s'occuper de la petite Marie-Alexandrine, avec laquelle elle semble partager une affection sincère. Sa carrière ne reprend pas après son mariage.
Malgré leurs conflits, les amants se marient en février 1840. Selon une anecdote reprise dans la presse, l'écrivain se serait peu avant rendu, en compagnie d'Ida Ferrier, à un bal donné par le duc d'Orléans. Ce dernier aurait alors dit « Il est entendu, mon cher Dumas, que vous n'avez pu me présenter que votre femme », remarque qui aurait contraint Dumas à épouser sa maîtresse. Au moment de leur mariage, les amants vivent dans un appartement du 22, rue de Rivoli. Le 1er février est signé chez un notaire le contrat de mariage. Il stipule que les deux témoins du marié sont « M. François-Auguste vicomte de Chateaubriand, pair de France » et « M. Abel-François Villemain, pair de France, ministre de l'Instruction publique », et ceux de la mariée « M. Nicolas-Roger-Maurice, vicomte de Narbonne-Lara » et « M. Gaspard Couret de La Bonardière, conseiller d’État ». Ida Ferrier apporte une dot considérable de 120 000 francs. Le 5 février, le mariage civil est célébré à la mairie du 1er arrondissement et la cérémonie religieuse à l'église Saint-Roch, avec pour témoins le peintre Louis Boulanger et l'architecte Charles Robelin, mais sans la présence de Chateaubriand, représenté par Charles Nodier. Alexandre Dumas fils réagit très mal à cette union, à l'instar de certaines maîtresses de Dumas, comme Mélanie Waldor et Belle Kreilssamner.
À la fin de l'année 1840, le couple s'établit à Florence, mais Alexandre Dumas s'absente fréquemment pour retourner en France. Ida Ferrier continue d'élever en partie Marie-Alexandrine. Dumas est de plus en plus endetté. En mars 1841, il rentre seul à Paris pour assister aux répétitions de ses pièces. Ida Ferrier fait la rencontre du douzième prince de Villafranca, duc de Salaparuta, prince de Montereale et duc de Saponara. Selon la comédienne Mademoiselle Mars, Dumas « a quitté Florence convaincu de son malheur et on dit, quoiqu'il n'en convienne pas tout haut, qu'ils sont séparés ».  
Les Dumas se séparent à l'amiable en 1844, sans toutefois divorcer. Le 15 octobre, les modalités de la séparation sont enregistrées chez un avoué : Dumas doit verser une pension mensuelle de 10 000 francs, sa fille restant à la charge d'Ida Ferrier. Elles vont continuer de vivre ensemble jusqu'en 1847. Ida Ferrier s'installe avec le prince de Villafranca, et séjourne à Rome ou à Paris.
En décembre 1847, Ida Ferrier exige la séparation de biens et réclame à Dumas une pension supplémentaire. Le 10 février 1848, le tribunal de la Seine ordonne la vente du château de Monte-Cristo pour payer la pension et rembourser les 120 000 francs de la dot. Après confirmation du jugement en juillet, le romancier est contraint de vendre aux enchères son château mais, l'ayant fait racheter par un prête-nom, il continue un temps à l'habiter. Sa faillite personnelle est finalement prononcée en 1852, sans qu'il ait remboursé sa femme.

### Dernières années
Ida Ferrier et le prince de Villafranca vivent un temps à Nice, puis se partagent entre et Gênes et Paris, où le prince fait construire en 1857 un hôtel particulier au 38, avenue Gabriel,.
Dans une lettre datée du 12 mars 1859, adressée au journaliste Albéric Second et reproduite dans la presse, Auguste Maquet, l'ancien collaborateur d'Alexandre Dumas, annonce avec tristesse la mort d'Ida Ferrier, survenue la veille à Gênes,,. Il écrit : « Mme Alexandre Dumas (Ida Ferrier) est morte presque subitement ici d’une attaque d’apoplexie. Elle habitait un appartement du palezzo Picasso, près de la belle promenade de l’Acqua Sola. C’est hier, à trois heures de l'après-midi, qu’elle a expiré, assistée de Mgr Guarini, aumônier du consulat général de France. » André Maurois, dans Les Trois Dumas, et Alain Decaux, dans son Dictionnaire amoureux de Alexandre Dumas, affirment quant à eux qu'elle est morte d'un cancer de l'utérus.
Les obsèques d'Ida Ferrier ont lieu le 13 mars dans la paroisse de Notre-Dame-de-la-Consolation de Gênes et elle est inhumée au cimetière Staglieno. Au prince de Villafranca, inconsolable, George Sand adresse ces mots depuis Nohant : « Mon Dieu, quel coup pour vous, et quelle douleur, quel immense regret pour tous ceux qui l'ont connue ! Une si grande âme, une si vaste intelligence ! »  Alexandre Dumas est averti de la mort de sa femme par une lettre du romancier Alphonse Karr. Dans sa réponse, il accuse réception de la nouvelle froidement et conclut : « Mme Dumas était venue à Paris il y a un an et s'était fait payer sa dot, 120 000 francs. J'ai son reçu. »

## Théâtre
- Shylock, drame en 3 actes de Du Lac et Jules-Édouard Alboize de Pujol, théâtre Montparnasse (juin 1830)
- La Perle des maris, comédie vaudeville en 1 acte de Julien de Mallian, théâtre Montmartre (1831)
- Teresa, drame d’Alexandre Dumas, théâtre de l'Opéra-Comique (6 février 1832) : Amélie Delaunay
- La Créance d'Anna, comédie vaudeville en 1 acte de Jacques-François Ancelot, théâtre du Palais-Royal (mai 1832)
- Les Deux Frères, ou La Réconciliation, drame d'August von Kotzebue, théâtre du Palais-Royal (mai 1832)
- La Chambre ardente de Jean-François Bayard, théâtre de la Porte Saint-Martin (1833)
- Marie Tudor de Victor Hugo, théâtre de la Porte Saint-Martin (1833) : Marie Tudor[4]
- Angèle d’Alexandre Dumas, théâtre de la Porte Saint-Martin (1833) : Angèle[4]
- La Vénitienne d’Auguste Anicet-Bourgeois, théâtre de la Porte Saint-Martin (1834) : Violetta[30]
- Les Mal-contents de 1579 de Violet d'Épagny, théâtre de la Porte Saint-Martin (1834)
- Catherine Howard d’Alexandre Dumas, théâtre de la Porte Saint-Martin (1834) : Catherine Howard[4]
- L'Impératrice et la Juive d’Auguste Anicet-Bourgeois, théâtre de la Porte Saint-Martin (1834)
- Don Juan de Marana ou La Chute d'un ange d’Alexandre Dumas, théâtre de la Porte Saint-Martin (1836) : un ange ; sœur Marthe[4]
- Caligula, tragédie en 5 actes d'Alexandre Dumas, Comédie-Française (26 décembre 1837) : Stella[12]
- Bathilde, drame en 3 actes et en prose d'Auguste Maquet, théâtre de la Renaissance (janvier 1839)[31]
- L'Alchimiste, drame en 5 actes et en vers d’Alexandre Dumas, théâtre de la Renaissance (avril 1839) : Francesca[4]

## Dans la culture
- La dédicace de la pièce d'Alexandre Dumas L'Alchimiste, créée en 1839, est un poème de quinze vers dédié à Ida Ferrier[4].
- Le personnage d'Ida Ferrier apparaît brièvement dans Le Secret de Monte-Cristo, film français réalisé par Albert Valentin et sorti en 1948[32].
- Dans L'Autre Dumas, film français réalisé par Safy Nebbou et sorti en 2010, le rôle d'Ida Ferrier est joué par Florence Pernel.

## Sources
- Charles Glinel, « Alexandre Dumas intime. Ida Ferrier », Le Livre,‎ 1887, p. 97-111 (lire en ligne)
- André Maurel, Les Trois Dumas : le général Dumas, Alexandre Dumas, père, Alexandre Dumas, fils, Paris, La Librairie illustrée, 1896 (lire en ligne)
- L'Intermédiaire des chercheurs et curieux, Paris, Duprat, 1907 (lire en ligne), « Mlle Ida Ferrier », p. 27-28
- André Maurois, Les Trois Dumas, Paris, Hachette, 1957 (traduction anglaise en ligne [lire en ligne][26])
- Alain Decaux, Dictionnaire amoureux de Alexandre Dumas, Plon, coll. « Dictionnaire amoureux », 2010 (ISBN 978-2-259-21105-5)

## Archives personnelles
- Contrat de mariage du 1er février 1840, Minutes et répertoires du notaire Jean-Baptiste Desmanèches pour l'étude LXXX, enregistré le 7 février 1840, Archives nationales (images du répertoire : cote 7 v°-42 r°[33] ; minutes : cote MC/ET/LXXX/183[34])
- Procuration par Marguerite-Joséphine-Ida Ferrand, dite Ida Ferrier, comédienne, habitant Florence (Italie), épouse d'Alexandre Dumas Davy de La Pailleterie, homme de lettres, à Anne Calais, veuve Ferrand, sa mère, Minutes et répertoires du notaire François Mouchet, 21 mars 1851, Archives nationales (cote MC/ET/XX/1015)[35]